# 19126 Ottohahn
19126 Ottohahn este un asteroid din centura principală de asteroizi.

## Descriere
19126 Ottohahn este un asteroid din centura principală de asteroizi. A fost descoperit pe 22 august 1987 la Tautenburg de Freimut Börngen. Asteroidul prezintă o orbită caracterizată de o semiaxă mare de 2,54 ua, o excentricitate de 0,19 și o înclinație de 12,4° în raport cu ecliptica.